# ハンブルク条約 (1638年)
ハンブルク条約（ハンブルクじょうやく、英語: Treaty of Hamburg）は、1638年3月5日、フランス王国のリシュリュー枢機卿とスウェーデン帝国のクリスティーナ女王の代表がハンブルクにて締結した条約。条約により、両国は3年間単独講和しないと約束、さらにフランスはスウェーデンのドイツ戦役への援助資金として年100万リーヴル支払うことを約束した。また1636年のヴィスマール条約を正式に批准した。